# Yihe'ang
Yihe'ang (kinesiska: 伊合昂) är ett stadsdelsdistrikt i nordvästra Kina. Det ligger i staden Hezuo i den autonoma prefekturen Gannan för tibetaner i provinsen Gansu, omkring 140 kilometer sydväst om provinshuvudstaden Lanzhou. Antalet invånare är 12168. Befolkningen består av 6 014 kvinnor och 6 154 män. Barn under 15 år utgör 18,0 %, vuxna 15-64 år 76 %, och äldre över 65 år 5,0 %.